# Буда-Бабинецкая
Буда-Бабинецкая (укр. Буда-Бабинецька) — село, входит в Бородянский район Киевской области Украины.
Население по переписи 2001 года составляло 369 человек. Почтовый индекс — 07832. Телефонный код — 4577. Занимает площадь 0,75 км². Код КОАТУУ — 3221055301.

## Местный совет
07832, Киевская обл., Бородянский р-н, пгт Бабинцы, ул. І Мая, 64